# Дуда, Радек
Радек Дуда (чеш. Radek Duda; 28 января 1979, Ходов, Чехословакия) — чешский хоккеист, нападающий. Чемпион Чехии 2003 и 2008 годов. Участник чемпионата мира 2003 года.

## Биография

### Хоккейная карьера
Радек Дуда начинал свою карьеру в клубе «Баник Соколов». В 1997 году он дебютировал в чешской Экстралиге за пражскую «Спарту» в матче плей-офф против «Витковице». В сезоне 1996/97 стал бронзовым призёром Экстралиги. После драфта НХЛ 1998 года, на котором Дуда был выбран в 7-м раунде под 192-м номером клубом НХЛ «Калгари Флэймз», он перебрался за океан. С 1998 по 2000 год играл в западной хоккейной лиге за команды «Реджайна Пэтс» и «Летбридж Харрикейнз». Вернувшись в Чехию, Дуда стал выступать за «Пльзень». В 2002 году стал игроком пражской «Славии», с которой добился наибольших успехов своей карьеры. Дважды, в 2003 и 2008 годах, он становился чемпионом Чехии, в 2006 году стал серебряным призёром. В сезоне 2004/05, который из-за локаута в НХЛ получился очень представительным, Дуда стал получать меньше игрового времени в «Славии». В команде выступали хоккеисты НХЛ, в частности словацкие нападающие Жигмунд Палффи и Йозеф Штумпел. Из-за большой конкуренции в нападении Дуда был обменян в «Пльзень» на защитника Ярослава Шпачека.
Помимо выступлений в чешской Экстралиге, Дуда выступал за границей в различных лигах. Он успел поиграть в российской суперлиге за «Ак Барс», чемпионатах Австрии, Финляндии, Швеции и Швейцарии.
По окончании сезона 2015/16, концовку которого Дуда провёл в «Литвинове», он перешёл в команду немецкой второй лиги «Фрайбург» и отыграл за неё два года.
Сезон 2018/19 Дуда начал в чешской первой лиге за клуб «Бенатки-над-Йизероу». В октябре 2018 года Радек Дуда перешёл в «Пираты Хомутов», чтобы помочь команде, находящейся на последнем месте в Экстралиге. Из-за финансовых проблем «Хомутов» не смог сохранить место в Экстралиге. Сезон 2019/20 Дуда начал снова в «Бенатках-над-Йизероу». Конец сезона он провёл в австрийском «Лустенау», после чего завершил карьеру хоккеиста.
С 2001 по 2004 год играл за сборную Чехии. Был участником чемпионата мира 2003 года в Финляндии, сыграл на турнире 8 матчей, набрал 5 очков (1 шайба + 4 передачи).

### Вне льда
Радек Дуда известен своим неоднозначным поведением. В частности, в 2012 году он был осужден на 3 месяца условно за то, что ударил пенсионера на пешеходном переходе в Карловых Варах. Сам Дуда утверждал, что только "дотронулся до лица", но не ударял пенсионера. Это был не первый подобный инцидент Дуды, ранее он был оштрафован за нападения во Всетине и Ческе Будеёвице.
Список его конфликтов на хоккейных аренах также широк: как с тренерами (в частности, с Алоизом Гадамчиком), так и с хоккеистами. Жертвами его агрессии становились, например, Йозеф Ржезничек, Милан Гулаш, Владимир Ружичка (младший).
С возрастом Дуда стал гораздо спокойнее. Сейчас он известен как человек, который не боится говорить правду. С начала сезона 2018/19 он был экспертом ежедневной газеты Спорт (одной из самых популярных в Чехии). В своих выступлениях часто затрагивал злободневные темы, про которые многие предпочитают молчать. Но после его перехода в «Хомутов», ассоциация профессиональных клубов Экстралиги запретила Дуде совмещать работу эксперта и хоккейную карьеру.

## Достижения

### Командные
- Чемпион Экстралиги 2003 и 2008
- Серебряный призёр Экстралиги 2006
- Бронзовый призёр Экстралиги 1997, 2012 и чемпионата России 2004
- Чемпион чешской первой лиги 2010

### Личные
- Лучший бомбардир (60 очков) и ассистент (37 передач) чешской первой лиги 2010
- Лучший бомбардир (21 очко) и ассистент (17 передач) плей-офф чешской первой лиги 2010

## Статистика
- Экстралига — 731 игра, 502 очка (214+288)
- Чешская первая лига — 187 игр, 200 очков (73+127)
- Чешская вторая лига — 2 игры, 10 очков (1+9)
- Сборная Чехии — 32 игры, 26 очков (12+14)
- Западная хоккейная лига — 134 игры, 161 очков (66+95)
- Российская суперлига — 44 игры, 17 очков (7+10)
- Швейцарская лига — 26 игр, 18 очков (8+10)
- Шведская лига — 9 игр, 2 очка (1+1)
- Финская лига — 40 игр, 28 очков (8+20)
- Австрийская лига — 15 игр, 17 очков (8+9)
- Вторая немецкая лига — 107 игр, 92 очка (36+56)
- Евролига — 6 игр
- Лига чемпионов — 4 игры, 4 очка (0+4)
- Континентальный кубок — 3 игры
- Европейский трофей — 19 игр, 15 очков (7+8)
- Всего за карьеру — 1359 игр, 1092 очка (441 шайба + 651 передача)